# Warriors Orochi
Warriors Orochi, in Giappone Musō Orochi (無双OROCHI?), è un videogioco hack 'n slash pubblicato per PlayStation 2 e Xbox 360 e sviluppato da Koei e Omega Force. Si tratta di un crossover di due delle principali serie videoludiche della Koei, Dynasty Warriors e Samurai Warriors (specificatamente Dynasty Warriors 5 e Samurai Warriors 2). Il gioco è stato pubblicato il 21 marzo 2007 in Giappone, il 18 settembre negli Stati Uniti, il 21 settembre in Europa, il 27 settembre in Australia ed il 28 settembre in Nuova Zelanda. Il videogioco è uscito per Xbox 360 in Giappone il 13 settembre, e la versione britannica è uscita nello stesso giorno della versione per PlayStation 2 negli Stati Uniti.
Successivamente il titolo è stato convertito per PlayStation Portable, e pubblicato in Giappone a febbraio 2008, negli Stati Uniti il 25 marzo e nel Regno Unito il 28 marzo. Un'ulteriore conversione è stata pubblicata per PC negli Stati Uniti il 25 marzo 2008.
Il 3 aprile 2008 è stato pubblicato in Giappone un sequel diretto intitolato Warriors Orochi 2. Nel settembre 2008 il videogioco è stato pubblicato anche in Europa ed America del Nord.
Una compilation dei due giochi è stata pubblicata il 12 marzo 2009 in Giappone per PlayStation 3 ed il 27 novembre 2009 per Microsoft Windows. Questo titolo però non è stato commercializzato al di fuori del Giappone.

## Trama
Gli eventi narrativi del gioco iniziano quando il Re Serpente Orochi crea una frattura nel tempo e nello spazio. Creando un nuovo mondo contorto e riunendo i guerrieri dell'epoca dei Tre Regni della Cina e del periodo degli Stati Combattenti del Giappone (distanti tra loro più di 1.300 anni), Orochi desiderava mettere alla prova la forza dei guerrieri di queste due epoche.
Nella storia, le forze di Shu erano in disordine dopo la battaglia con Orochi. Molti ufficiali Shu furono catturati da Orochi, scomparvero o si unirono ad altre forze. Zhao Yun fu catturato dalle forze di Orochi e tenuto prigioniero nel castello di Ueda. In seguito viene salvato da Zuo Ci, Yoshihiro Shimazu e Xing Cai. Zuo Ci rivela a Zhao Yun una notizia sorprendente, che lo spinge a intraprendere una missione con l'aiuto di alleati inaspettati. Nel frattempo, Cao Cao era scomparso durante la sua battaglia contro le forze di Orochi. Suo figlio, Cao Pi, assunse la guida del clan Wei e si alleò con Orochi, in base all'offerta inviata dal suo stratega Da Ji. Alcuni ufficiali Wei rifiutarono di arrendersi o finirono per unirsi ad altre forze che si opponevano a Orochi. Con gli accordi della nuova alleanza, Orochi ordina a Cao Pi di sopprimere tutti coloro che si oppongono a lui. Sebbene Cao Pi obbedisca a ogni comando di Orochi, ha un secondo fine che sta pianificando man mano che la storia procede. Orochi si serve di Sun Jian e di altri ufficiali Wu prigionieri per ricattare la famiglia Sun e costringerla alla servitù. Orochi chiede che i capi e gli ufficiali ribelli vengano consegnati in cambio del rilascio dei prigionieri. Sun Ce è il primo a ribellarsi a Orochi, sotto la guida di Sakon Shima e con la disapprovazione dei suoi fratelli, Quan e Shang Xiang. Nel frattempo, Nobunaga Oda, Shingen Takeda e Kenshin Uesugi mantengono una forza di resistenza contro l'esercito di Orochi. Anche nelle circostanze più terribili, i tre daimyō si rifiutano di collaborare contro Orochi. Ognuno di loro era concentrato sull'assimilazione delle piccole forze di resistenza sparse per il territorio nelle proprie forze.
Nella versione originale giapponese, gli ufficiali Orochi prendono il nome da vari mostri leggendari (youkai) del folclore cinese e giapponese, mentre nella versione inglese prendono il nome da varie specie di serpenti (usando i loro nomi comuni) come gioco di parole sul fatto che Orochi è il Re Serpente. Gli ufficiali Orochi condividono tutti lo stesso modello di personaggio e sono personaggi nemici ingiocabili.